# Metasyleus
Metasyleus is een geslacht van hooiwagens uit de familie Sclerosomatidae.
De wetenschappelijke naam Metasyleus is voor het eerst geldig gepubliceerd door Roewer in 1955. 

## Soorten
Metasyleus omvat de volgende 3 soorten:
- Metasyleus ephippiatus
- Metasyleus orissus
- Metasyleus tenuis